# Résolution 1000 du Conseil de sécurité des Nations unies
Membres permanents
- Chine
- États-Unis
- France
- Royaume-Uni
- Russie

Membres non permanents
- Allemagne
- Argentine
- Botswana
- Honduras
- Indonésie
- Italie
- Nigéria
- Oman
- République tchèque
- Rwanda

Résolution no 999 Résolution no 1001
La résolution 1000 du Conseil de sécurité des Nations Unies a été adoptée à l'unanimité le 23 juin 1995. Après avoir rappelé toutes les résolutions sur Chypre, en particulier les résolutions 186 (1964) et 969 (1994), le Conseil de sécurité s'est déclaré préoccupé par l'absence de progrès dans le conflit politique à Chypre et a prolongé le mandat de la Force des Nations Unies chargée du maintien de la paix à Chypre (UNFICYP) jusqu'au 31 décembre 1995.
Examinant un rapport du Secrétaire général Boutros Boutros-Ghali, le Conseil a appelé les autorités militaires des deux côtés à veiller à ce qu'aucun incident ne se produise le long de la zone tampon et à coopérer avec la UNFICYP, notamment en ce qui concerne l'extension de l'accord de 1989 sur les drones, pour couvrir toute la zone tampon. Le Secrétaire général a été prié de suivre de près la structure et les effectifs de la force de maintien de la paix en vue de la restructurer si nécessaire.
Toutes les parties concernées ont été invitées à s'engager à réduire les troupes étrangères à Chypre et les dépenses de défense, comme première étape vers le retrait des forces non chypriotes comme proposé dans l'« Ensemble d'idées »,. La résolution demandait également aux parties, conformément à la résolution 839 (1993), d'entamer des discussions en vue d'interdire les balles réelles et les tirs d'armes à feu à portée de la zone tampon. Les dirigeants de Chypre et de l'autorité de fait se disant « République de Chypre du Nord » ont été invités à promouvoir la tolérance et la réconciliation entre les deux communautés, saluant les efforts du Secrétaire général pour maintenir les contacts avec les deux dirigeants. L'importance a été attachée à la mise en œuvre de mesures de confiance dans la résolution 939 (1994).
Le Secrétaire général a été prié de faire rapport au Conseil avant le 10 décembre 1995 sur l'évolution de la situation sur l'île.

## Voir également
- Différend chypriote
- Zone tampon des Nations Unies à Chypre
- Invasion turque de Chypre